# Багровый цвет

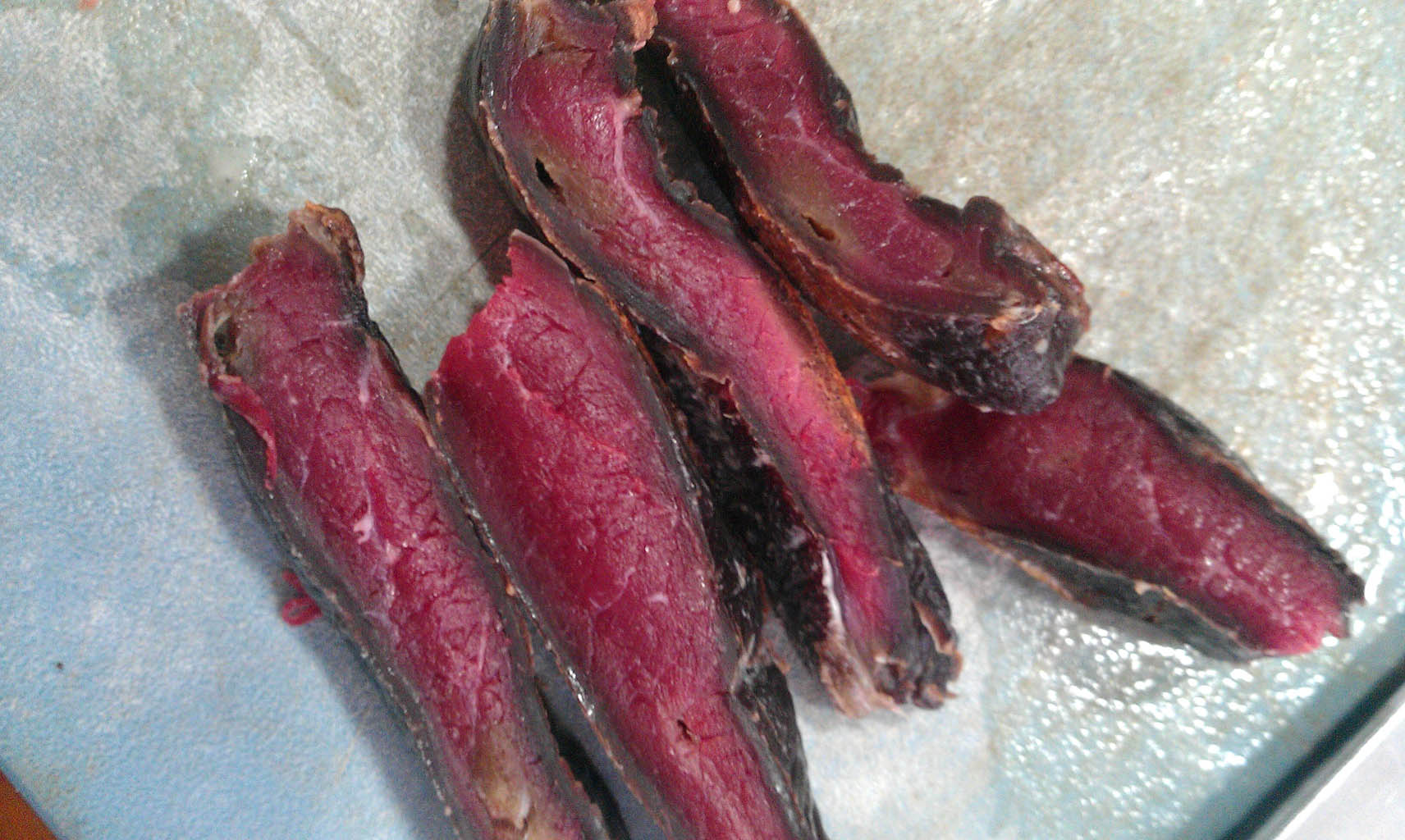
Одна из характеристик багрового цвета — цвет свежего мяса.

Багровый и багряный —  яркий насыщенный оттенок красного. Точного определения нет, это тёмно-красный, почти коричневый цвет, цвет венозной крови, иногда, особенно в исторических текстах, воспринимается как синоним пурпурного, порфиры (см. багряница, багрянородный), червленого цвета.
«Багр», «багрец», «багор» (устар.) — тот же цвет, а также краситель, создающий этот цвет (кошениль) или окрашенная им одежда.
В настоящее время прилагательные употребляются обычно в поэтическом, литературном языке («роняет лес багряный свой убор» — А. С. Пушкин), научной и медицинской литературе.
Некоторые словари приводят «багряный» и «багровый» как синонимы, другие полагают багряный более ярким оттенком, а багровый — более тёмным. Так, Даль считает, что и багровый, и багряный обозначают самый яркий красный цвет, но с той оговоркой, что багровый именует густой красный с просинью, а багряный — менее густой, но зато и самый чистый красный.

## Этимология
В славянских языках слово «багр», «багрец», «багор» и прилагательное от них «багрый» известны с XI века. Они обозначали пурпурный цвет или соответствующую краску, краситель; пряжу и одежду этого цвета — изначально царскую (порфира, багряница).
Происхождение слова спорно. Похожие корни, обозначавшие цвет красной меди или рыжих волос встречались в булгарском, татарском и других тюркских языках. Другой возможный путь заимствования — из Средиземноморья через балканские языки. Происхождение от праславянского корня «баг» — соотносимого с торфяным цветом — крайне сомнительно.
Происходит от формы, родственной ст.-слав. багръ (ἁλουργίς), багрити (φοινίσσειν) «окрашивать в багряный цвет», багрѣница (πορφύρα; Супр.), укр. ба́гор, белор. ба́гра, русск. багря́ный «пурпурного цвета», багри́ть «окрашивать в багровый цвет», болг. ба́гря «окрашиваю в красный цвет», в прочих слав. языках отсутствует. Неясное слово. Маловероятны попытки связать это слово с голл. baggaert «тина», ирл. búal «вода» и багно́ как «красное болото»; столь же маловероятно родство с болг. божу́р «мак». Ошибочно предположение о заимствовании из готск. fagrs, др.-в.-нем. fagar «прекрасный»; иначе ожидалось бы слав. *pogrъ. Скорее позволительно думать о родстве с греч. φώγω «поджариваю», др.-в.-нем. bahhan «печь» и бага́ть. При этом слово «багрила» на современном болгарском языке обозначает «краситель» любого цвета, «багрене» означает «окраска» (ср. русс. «красный» — «краска»).
«Словарь современного русского литературного языка в 17-ти томах» фиксирует исходное для этих прилагательных слово «багор» как устаревшее, вышедшее из употребления, но имеющее два значения: 1) густо-красный цвет с синеватым оттенком; или краска, дающая такой цвет; 2) насекомое, иначе называемое кошениль (второе значение не отмечалось в русском языке в более ранние периоды, слово лишь могло обозначать краску, изготовленную из этого насекомого, но не его самого. Хотя в словаре Даля есть упоминание о том, что багор (= багръ) является старым названием для насекомого кошенили (канцелярского семени), которое было заменено на другое название — багрянка).

### История употребления
И. В. Садыкова, чья диссертация посвящена истории названий оттенков красного цвета в русском языке, в отдельной статье про «багровый / багряный» пишет, что вариант «багряный» более ранний, чем «багровый»: «Лексема багряный появляется в самых первых памятниках письменности. И. И. Срезневский фиксирует её в „Материалах для словаря древнерусского языка“ как однозначную лексему со значением „червленый, purpureus“, которая впервые употреблена в Остромировом евангелии (1056—1057 гт.) и в Изборнике Святослава (1073 г.) в следующих контекстах»: 
«И въ ризу багъряну облекоша и (ιματιον πορϕυρουν)» (Io. XIX. «Остромирово евангелие»); «Въ doyзе свойства суть чрьвеное и сине и зелено и багъряно суштиемь». (Изборник Святослава, г. 247); «Црскыя багъряныя ризы» (там же)".
Для полноты понимания ситуации с распространением слова в русском языке необходимо установить, использовали ли его Кирилл и Мефодий и другие ранние переводчики Библии на церковнославянский язык (см. ниже, раздел «В православии»).

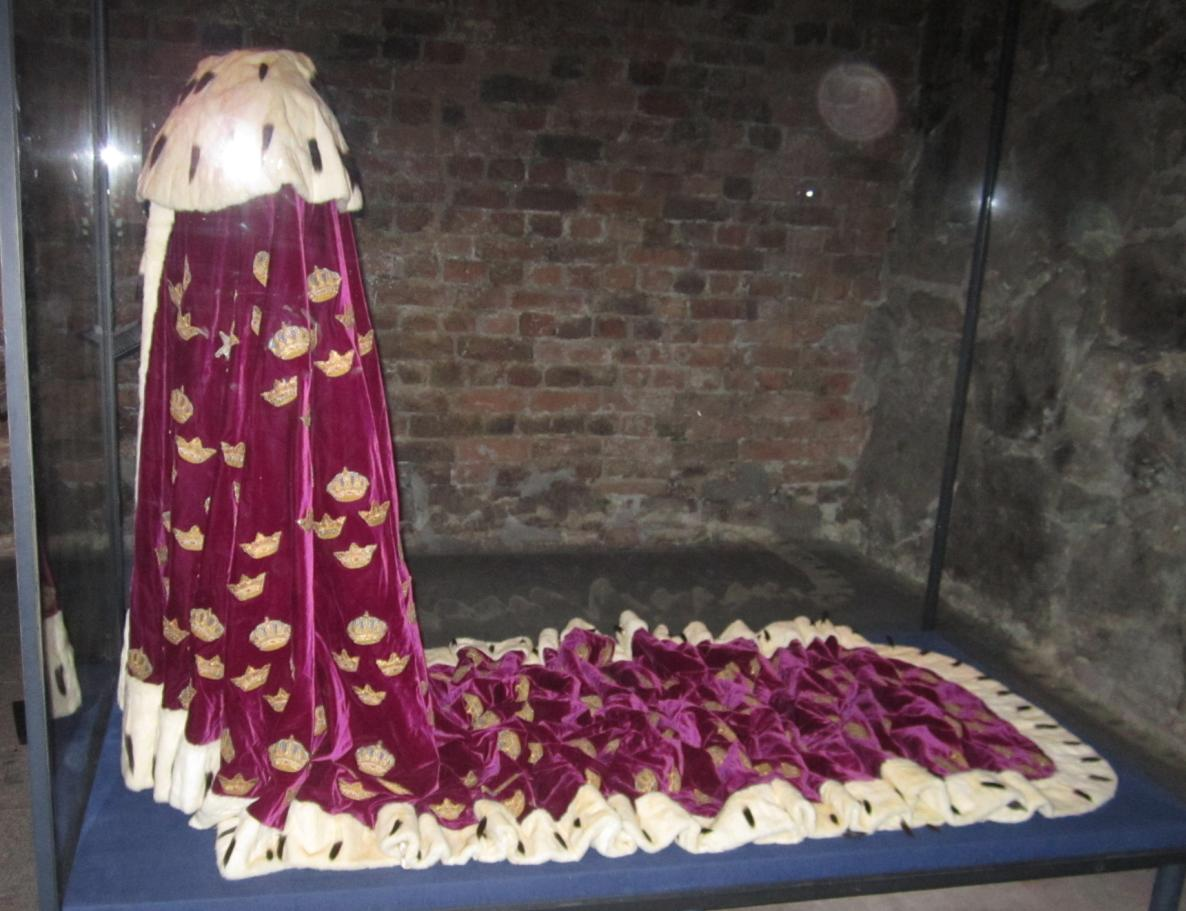
Королевская мантия (порфира)

Срезневский фиксирует лексемы, родственные прил. багряный. Это багръ=багъръ=багрь=багоръ (существительное) со значением: «1) червленый цвет; 2) ткань червленого цвета и одежда из неё»; и багръ=багьръ (прилагательное) со значением «багряный, червленый, purpureus». Данные лексемы использовались в древнерусском языке либо для обозначения червленых (красных) одежд, которые носили цари или другие высокопоставленные лица, либо для обозначения червленого цвета, который может проявляться в различных предметах. Садыкова пишет, что наличие этих лексем позволяет говорить о производности прилагательного «багряный» от основы «багр» с суффиксом «-ян-(ый)» со значением «сделанный, состоящий из чего-либо».
В «Материалах…» Срезневского не отмечается лексема «багровый», видимо, она отсутствовала в древнерусском языке раннего периода.
Садыкова пишет, что все древнейшие употребления прилагательного «багряный» в русском языке относятся к парадным одеяниям. От прилагательного «багряный» образовываются слова — путем суффиксации (багряница, багрянник, багряность); или путем сложения основ (багряновидный, багряноносец, багряноносный, багрянородный), большинство из них имеют семантику, связанную с обозначением одежды или ткани, окрашенной в багряный цвет.
Слово «багровый» более позднее, оно от той же основы, но образовано с помощью суффикса «-ов-», который имеет значение отношения к предмету или признаку предмета. (Имелся также вариант «богровый», отражающий оканье). Возникаетэто слово в начале XVI века и характеризует по-прежнему цвет тканей, одежды, но также теперь уже и цвет тела человека.

В словаре XVIII века слово «багр» имеет значение «краска или цвет червленый, густо-красный с примесью фиолетового». В этом же столетии у прилагательного «багровый» происходит расширение семантики: оно по-прежнему именует насыщенный, густой оттенок красного цвета, но также обозначает тот оттенок красного, смешанный с синим, который проявляется на теле после физического воздействия.
Отдельно фиксируется это прилагательное для обозначения масти животных. В XVII веке оно обозначает бурый цвет, когда речь идет о шерсти овец, буйволов. Словарь Академии Российской в XVIII веке отражает изменение в этом вопросе — произошла специализация значения, «багряный» теперь стал обозначать не масть скота, а окраску шерсти гончих собак: «в псовой охоте называется род кофейной шерсти на гончих собаках, и есть самый тот, каковой на борзых муругим называется» («муругий» — рыже-бурый или буро-чёрный). Это отдельное значение прилагательного сохраняется до XIX века и фиксируется Далем.
Садыкова пишет: «прилагательные „багряный“ и „багровый“ активно функционировали в XVIII в. для обозначения одного из оттенков красного цвета, причем лексема „багряный“ употреблялась для именования яркого, насыщенного красного тона, при этом оттенок, называемый с его помощью, мог быть как естественного, природного происхождения, так и полученным в результате окрашивания. А лексема „багровый“ обнаруживает в своей семантике возможность обозначения не только густо-красного цвета, но и смешанного с синим оттенка красного цвета». В XX веке «Словарь современного русского литературного языка в 17-ти томах» дает для них две отдельные словарные статьи, где за «багровый» окончательно закрепляется значение «густо-красный с слабым синеватым оттенком», а за «багряный» — значение «ярко-красный, пурпуровый».

## Определение
В русском языке под «багровым», таким образом, в настоящий момент понимается три сильно отличающихся кластера цветов: 1) тёмно-красный с чуточкой синевы (типа бордового) — например, «в багрец и золото одетые леса». 2) Цвет, приближенный к пурпурному (порфире). 3) Цвет покрасневшего лица, синоним пунцового (существует глагол «побагроветь»).
- Даль: БАГРОВЫЙ, червленый, пурпуровый, самого яркого и густого красного цвета, но никак не с огненным отливом, а с едва заметною просинью; а говоря о пятнах, подтеках на теле, с синевою. БАГРЯНЫЙ, червленый же, но менее густой, алее, без синевы; это самый яркий, но и самый чистый красный.
- Ушаков: БАГРО́ВЫЙ, багровая, багровое; багров, багрова, багрово. Густо-красный, кровавого цвета. «Дым багровый клубами всходит к небесам».
- Ожегов: БАГРОВЫЙ, ая, ое; ов. Красный густого, тёмного оттенка. Багровое лицо. Багровый дым пожара.
- МАС: БАГРО́ВЫЙ, -ая, -ое; -ро́в, — а, -о. Густо-красный, пурпуровый. «Среди толпы, освещенная багровым пламенем пожара, появилась вдруг высокая фигура человека на вороной лошади». (Л. Толстой, Набег.) «Багровое солнце спустилось к самому лесу». (Марков, Строговы). || Красный с синеватым или лиловым оттенком. «Багровый длинный шрам — обнажился у меня на груди». (В. Беляев, Старая крепость.)
- Ефремова: БАГРОВЫЙ прил. 1) Густо-красный, пурпурный с фиолетовым оттенком. 2) Очень сильно покрасневший (о человеке).
- Кузнецов: БАГРОВЫЙ -ая, -ое; -ров, -а, -о. Густо-красный; цвета крови; пурпурный; тёмно-красный с синеватым отливом. Багровое зарево, солнце. Багровые знамёна, листья. Багровое лицо. Багровый от мороза нос. Багровый шрам, синяк.
- Дмитриев: БАГРОВЫЙ. Багровый цвет — это густой тёмно красный цвет. 2. Багровым называют что-либо тёмно-красного цвета, цвета венозной крови или свёклы.
- Гуськова: БАГРОВЫЙ. Темно-красный, густо-красный с синеватым отливом. Синонимы: багря́ный, крова́вый, пу́рпу́рный, пурпу́ровый
- Академический толковый словарь русского языка, 2017: БАГРОВЫЙ — густо-красный, пурпурный.
- Апресян: БАГРОВЫЙ — интенсивно красного цвета с тёмным оттенком [обычно не об артефактах] СИН: багряный, бордовый, бордо, пунцовый, пурпурный; АНА: лиловый, фиолетовый; малиновый; красный, алый, кровавый, рубиновый, кумачовый, коралловый; оранжевый[5].

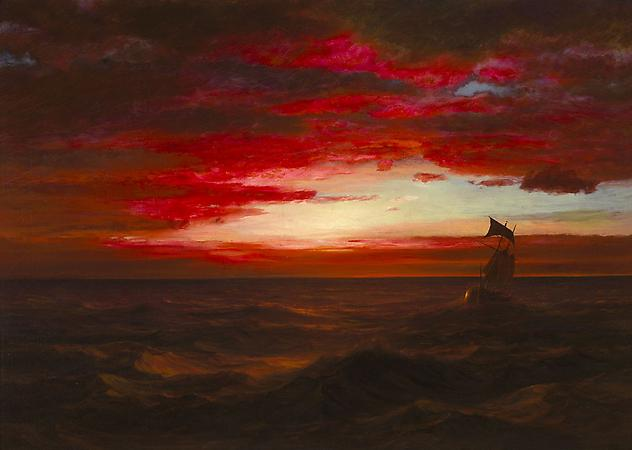
Закат на картине Ф. Э. Черча

Согласно Национальному корпусу русского языка, чаще всего прилагательное «багровый» относится к словам: отсвет, закат, отблеск, рубец (шрам), натуга, румянец. Слово «багряный» более редкое, его коллокации: убор, ронять, лиловый, закат, цвет, зверь, лес, солнце.
«Словарь современного русского литературного языка в 17-ти томах» фиксирует, что оба прилагательных «активно используются для обозначения цвета явлений природы или предметов окружающей среды — зари, заката солнца, облаков и др., но в то же время лексема багровый практически не употребляется по отношению к окраске одежды, зато именно оно используется для обозначения цвета тела и лица человека, испытавших на себе какое-нибудь физическое воздействие, а багряный, наоборот, используется для обозначения цвета одежд и почти не употребляется для именования цвета тела человека».
Обе лексемы — «багровый» и «багряный», по указанию литературоведа, имеют не только цветовое значение, но и содержат эмоциональную сему «мрачное, тревожное», в частности, в лингвоцветовой палитре писателя К. Д. Воробьева ими обычно передается ощущение физического недомогания, багровый цвет во внешности человека — проявление отрицательных эмоций. Другой филолог, анализируя это словоупотребление в описании фейерверка Победы у Паустовского, соглашается: «Багровый цвет можно назвать тревожным оттенком красного. В данном случае он символизирует не столько радость, сколько войну, кровь и страдание».
Любопытна характеристика прилагательного из заявки на патент под названием «Усовершенствованный способ упаковки, который вызывает и поддерживает предпочтительный красный цвет свежего мяса», поскольку определение прилагательного в точных науках: «Если лиганд в гемовом кармане отсутствует, то миоглобин находится в своем изначальном состоянии. Эта форма молекулы называется деоксимиоглобином. Его цвет — багровый. (…) Деоксимиоглобиновая форма преобладает сразу после убоя животного. То есть, свежее мясо имеет багровый цвет. Этот багровый цвет может держаться долгое время, если пигмент не подвержен воздействию со стороны кислорода. Из-за нарезки или измельчения мяса пигмент подвергается воздействию со стороны атмосферного кислорода, и багровый цвет быстро превращается либо в ярко-красный (оксимиоглобин), либо в коричневый (метмиоглобин). Хотя деоксимиоглобин с технической точки зрения является более свежим, но именно красный или натуральный цвет мяса [говядины] является у потребителя главным критерием его свежести».

## В православии

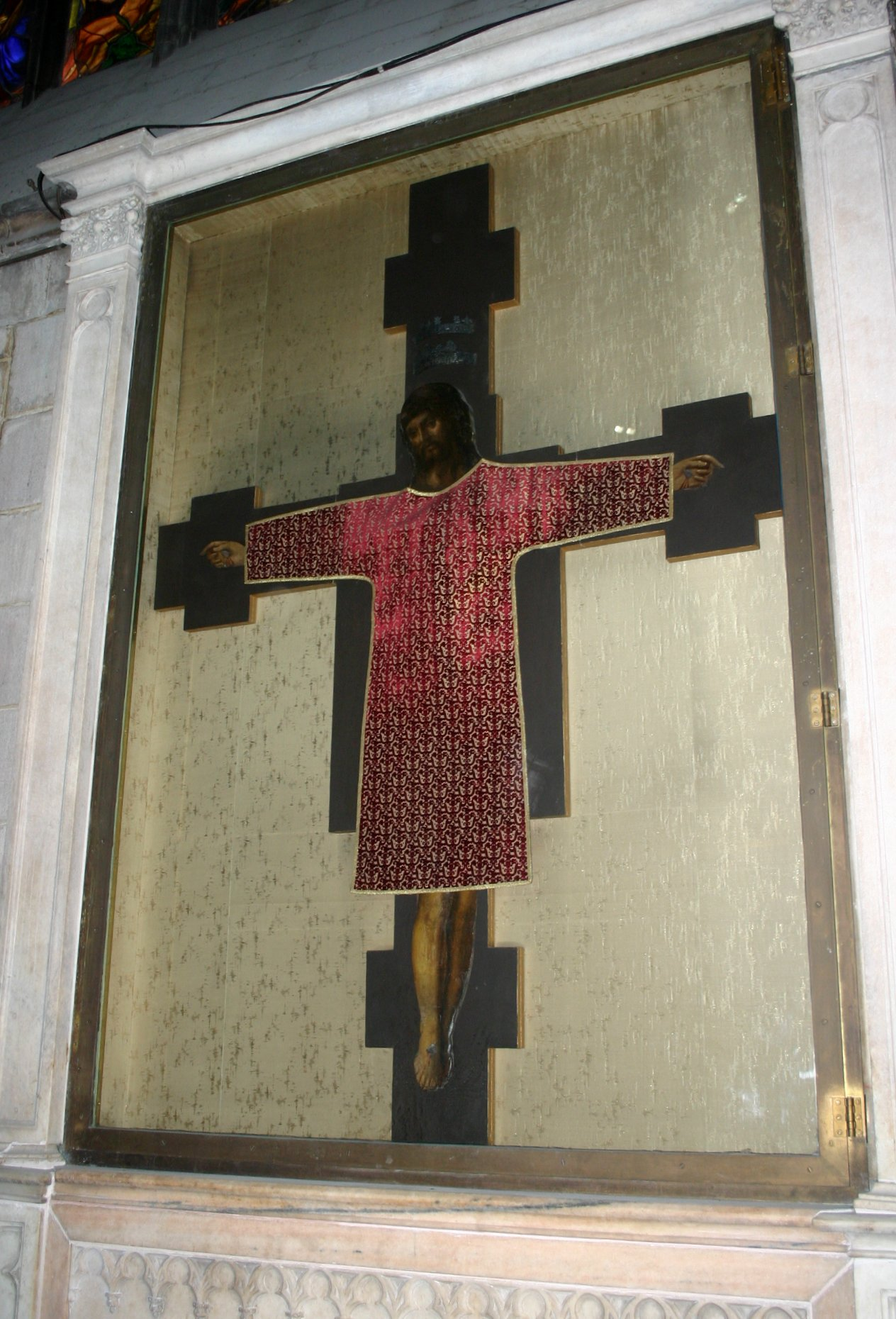
Христос на Кресте, одетый в царские одеяния (багряницу, порфиру). Миланский собор. См. Распятие Христа-Царя.

Слово «багровый» часто используется в русскоязычной религиозной литературе как синоним красного, однако имеющий подчеркнуто углубленное символическое значение, связанное с кровью и пурпуром.
Исследователи отмечают, что в духовной поэзии, также как в Библии, значение красного цвета амбивалентно. «Богоматерь в облечении пурпурного цвета, в духовной поэзии эти цвета ассоциируются с пролитой кровью Иисуса Христа и мучеников. Пурпурным был облечён распятый Иисус. Багровый встречается и в противоположном значении. Если в одном случае он обозначает кровь и является источником обновления, открытия райских ворот, то в другом случае этот термин олицетворяет грех, грешность, очищение из которого просит гимнограф у Господа: „Багровость вин наших очищай святее снега, Спаситель наш“. Багровое шерстяное одеяние — это одеяние для грешников, которое Христос протёр багровой кровью, разлитой на распятье креста и обновил его таким образом».
Связь багрового цвета с грешностью берёт начало из Библии, Старого Завета. Пророчество Исаии сообщает, что «Если будут грехи ваши, как багряное, — как снег убелю; если будут красны, как пурпур, — как волну убелю» (Ис.1,18) (на церковнославянском языке в Елизаветинской библии (XVIII век) употреблено слово «багрѧное», какие слова-аналоги «багряному» здесь и далее в Библии использовали ранние переводчики Библии на церковнославянский язык — неясно).
В книге «Откровение Иоанна Богослова» (17:3-4) один из пугающих зверей — «Зверь багряный», на котором восседает Вавилонская блудница, одетая в красное.
«И повел меня в духе в пустыню; и я увидел жену, сидящую на звере багряном, преисполненном именами богохульными, с семью головами и десятью рогами. И жена облечена была в порфиру и багряницу, украшена золотом, драгоценными камнями и жемчугом, и держала золотую чашу в руке своей, наполненную мерзостями и нечистотою блудодейства её».

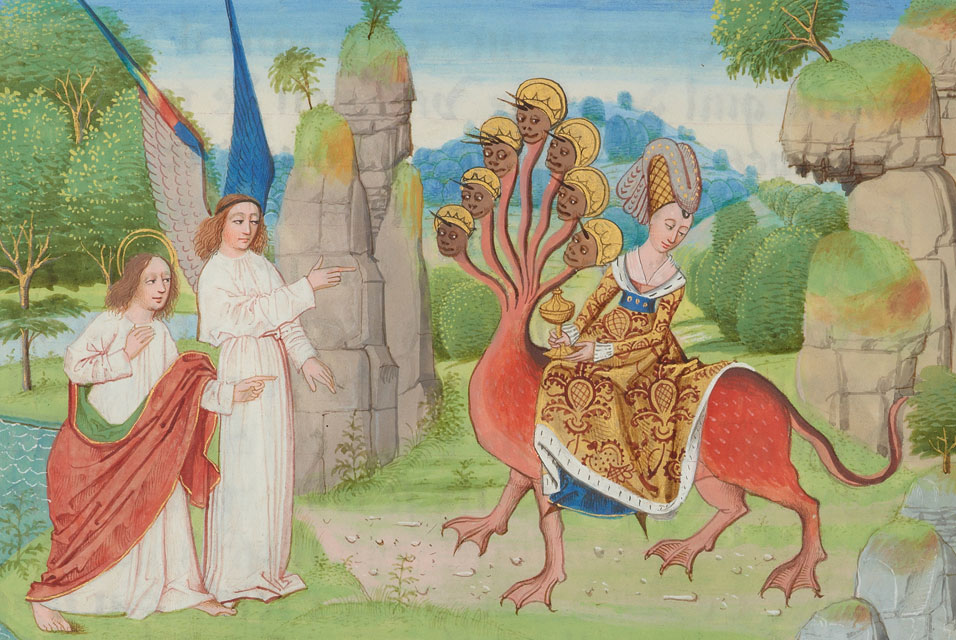
Шлюха вавилонская верхом на Звере багряном (при иллюстрировании не соблюдено условие про её красное платье)

В греческом оригинале это прилагательное звучит как «κόκκινον» (красный), которое в современном переводе РБО звучит просто как «красный», а в церковнославянской Елизаветинской библии «червлене». Значение зверя не однозначно, однако все его смыслы связаны с Римской империей (чей цвет — пурпурный); причем женщина тогда — это собственно город Рим. Багряный цвет зверя — пурпурный, символ богатства, царства и власти. Все его тело покрыто «именами богохульными» — титулами цезарей. При иллюстрировании этого сюжета в Средневековье, однако, цветовая гамма не всегда соблюдается из-за проблемы сочетания красного зверя и красного платья, что-то одно для контраста обычно делается более нейтрального цвета.

## Проблема перевода
Словом «багровый» с иностранных языков на русский переводятся самые различные оттенки красного цвета (англ. Crimson (малиновый), англ. Scarlet (алый) и проч.), что вызвано высоким стилем этого русского слова и его ассоциациями с кровью:
- «Этюд в багровых тонах» (англ. A Study in Scarlet) — повесть Артура Конана Дойля.
- «Багровые реки» — французский фильм, экранизация одноимённого романа. В оригинале слово «багровый» звучит как фр. pourpres.
- «Багровый пик» (Crimson Peak) — фильм.
- «Багровый прилив» (англ. Crimson tide) — американский фильм.
- «Багровый ужас» (англ. The Crimson Horror) — серия сериала «Доктор Кто»
- «Багровый коготь» (англ. The Scarlet Claw) — американский фильм.

Переводы слова «багровый» с русского языка также бывают разными: Школьникова О. Ю. в своей статье «Цвет в русской и итальянской картине мира» приводит примеры того, как употребление Евгением Замятиным слова «багровый» в переводе на итальянский язык становится словом «purpureo» и «porporino» (то есть «пурпурным»), а также «rossastro, rosso».
«Ни один из них не передаёт все семантические компоненты значения данной лексемы. В purpureo (как и porpora) слишком сильно проявляется синий компонент. Кроме того, пурпур у Замятина несёт другую чётко выраженную смысловую нагрузку — преклонение человека перед властью и государством. Porporino также относится к этой группе цветов, тяготеющих к фиолетовому. Rossastro в словаре „Треккани“ описывается как не очень интенсивный и не очень равномерный красный: (…). Он тоже не передает густоты и психологических коннотаций багрового цвета, также не удаётся их передать и базовому колорониму rosso», пишет исследовательница.